# Rheinau (Münzstätte)
Auf dem Gebiet von Rheinau im Kanton Zürich (Schweiz), strategisch vorteilhaft in einer Rheinschlaufe gelegen, wurde schon für die keltische Zeit eine Münzprägung nachgewiesen. Das vor 858 gegründete Kloster Rheinau, das im späten Frühmittelalter weit über das Gebiet des heutigen Rheinau hinaus über Grundbesitz verfügte und von Ludwig dem Deutschen zum Reichskloster erhoben worden ist, hat spätestens unter Friedrich I. das Münzrecht erhalten, wie ein Schiedsspruch von dessen Enkel, Friedrich II., von 1241 nachweist.

## Münzherrschaften

### Kelten
Im keltischen Oppidum von Rheinau wurden sowohl Tüpfelplattenfragmente als auch Silberhäute für subaerate Quinare gefunden. Es ist jedoch nicht klar, welche Quinartypen in Rheinau geprägt worden sind.

### Fürstabtei Rheinau
Auch wenn das Kloster Rheinau spätestens unter Friedrich I. das Münzrecht erhalten hat, können bis jetzt noch keine Prägungen zweifelsfrei diesem Kloster zugewiesen werden. Die Prägungen des 18. Jahrhunderts unter Gerold von Zurlauben werden in der Regel als Medaillen angesprochen.

### Freiherren von Krenkingen
Die Freiherren von Krenkingen hatten als Kastvögte des Klosters Rheinau das Münzrecht offenbar für eine eigene Münzprägung genutzt. Diese vor 1241 erfolgten Prägungen sind jedoch noch nicht identifiziert.

### Haus Habsburg-Laufenburg
Unter den Grafen von Habsburg-Laufenburg wurden in Rheinau im frühen 15. Jahrhundert einseitige Brakteaten mit der Legende R=I geprägt.

### Grafen von Sulz
Eine Rheinauische Brakteatenprägung des 15. Jahrhunderts wird mit dem Grafen Rudolf IV. von Sulz in Verbindung gebracht, welcher 1439 das Schloss Rheinau besetzte.

## Standort
Im Jahr 1996/7 wurden im Areal Rheinau-Austrasse 16 Fragmente von Tüpfelplatten geborgen. Die zugehörige spätlatènezeitliche Werkstätte ist somit wohl in dieser Region zu lokalisieren. Die Brakteatenprägung des Mittelalters ist wohl am ehesten in der Burg Rheinau (heute: Gesellschaftshaus zur Stube) anzusetzen, auch wenn schriftliche oder archäologische Nachweise dafür ausstehen.

## Personal
Hans Jakob Gessner amtete von 1706 bis 1737 als Münzmeister von Zürich. Er erstellte dabei im Auftrag Gerolds von Zurlauben auch die Stempel für die Rheinauer Medaillen.